# Бухгалтерський запис
Прово́дка, бухга́лтерський за́пис (англ. Entry) — запис на рахунках бухгалтерського обліку господарських операцій у паперовому журналі або в комп'ютерній базі даних про зміну стану об'єктів, що обліковуються. Запис (проводка) на рахунках бухгалтерського обліку (облікових регістрів) виконується на підставі первинних облікових документів, які фіксують факти виконання господарських операцій і розпоряджень (дозволів) на їх проведення, накопичують і систематизують інформацію первинних документів. Запис до облікових регістрів здійснюється після перевірки первинних документів за формою і змістом. Бухгалтерський запис (проводка), не підтверджений документами, вважається необґрунтованим і неправильним.
Відображення всіх господарських операцій у бухгалтерському обліку проводиться через запис до відповідних регістрів синтетичного та аналітичного обліку в розрізі кореспондуючих рахунків. Зазвичай запис (проводка) складається з опису об'єкта обліку, що дебетується та кредитується, а також числових характеристик зміни, наприклад, кількості та вартості. Об'єкт обліку зазвичай описується такими параметрами як бухгалтерський рахунок, до якого вносяться записи про облік об'єкта, та докладнішими (аналітичними) ідентифікаторами, такими як найменування товару або контрагента.

## Здійснення бухгалтерських записів
Записи у первинних документах, облікових регістрах повинні здійснюватися тільки у темному кольорі чорнилом, пастою кулькових ручок, за допомогою друкарських машинок, принтерів, засобів механізації та іншими засобами, які б забезпечили збереження цих записів протягом установленого терміну зберігання документів та запобігли внесенню несанкціонованих і непомітних виправлень.
Для ведення бухгалтерських записів застосовують бухгалтерські книги та облікові регістри-картки.

## Контроль своєчасності та правильності проводок
Для забезпечення своєчасності облікових записів (на 1-ше число кожного місяця), для підбиття підсумків виробничої та фінансово-господарської діяльності, визначання показників, упевненості в тотожності синтетичного й аналітичного обліку, а також для перевірки правильності реєстрації господарських операцій на рахунках та отримання нового балансу складають оборотну відомість за рахунками синтетичного обліку. Оборотна відомость, в якій відображуються обороти за відповідний проміжок часу та стан засобів господарства на початок і кінець звітного періоду, також використовується для контролю правильності записів (проводок) господарських операцій.
Проте оборотна відомість не дає можливості виявити помилки, які виходять за межі порушення подвійного запису. Наприклад, неправильний запис кореспондування рахунків — на дебет чи кредит іншого рахунку або пропуск запису певної господарської операції. Такі помилки виявляються іншими способами.